# 1998年2月26日の日食

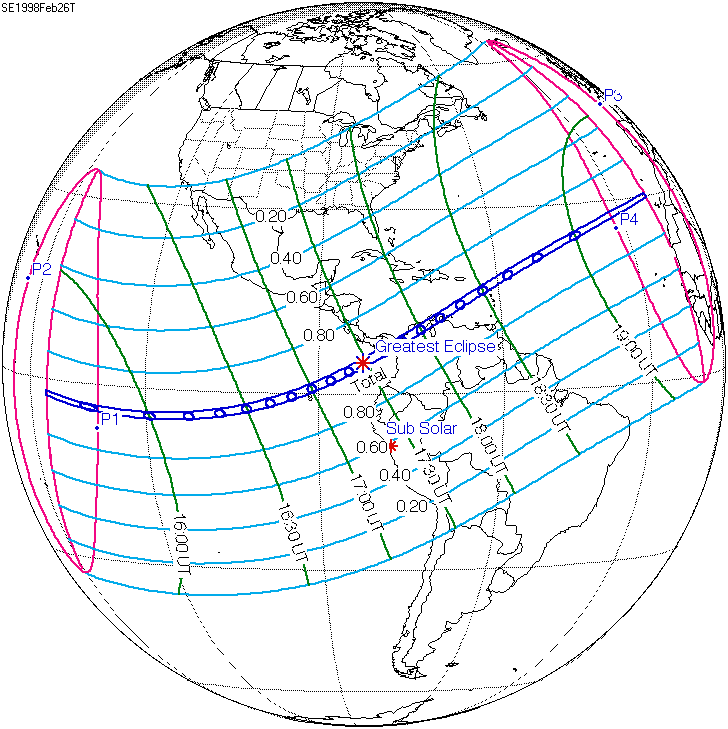

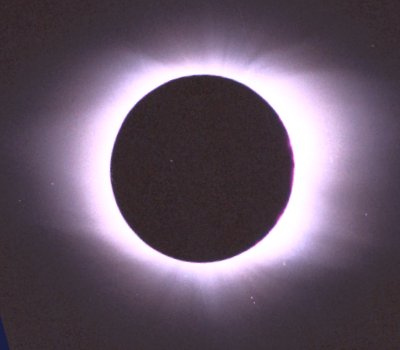
フランス領グアドループの皆既日食

1998年2月26日の日食は、1998年2月26日に観測された日食である。エクアドルのガラパゴス諸島、パナマ、コロンビア、ベネズエラ、オランダ領アルバ、オランダ領アンティル、イギリス領モントセラト、フランス領グアドループ、アンティグア・バーブーダで皆既日食が観測され、アメリカ州中部を含む太平洋東部から大西洋北東部沿岸までの広い範囲で部分日食が観測された。

## 通過した地域
皆既帯が通過した、皆既日食が見えた地域はエクアドルのガラパゴス諸島北部、パナマ東部、コロンビア北部、ベネズエラ北西部、オランダ領アルバ全部、オランダ領アンティルのキュラソー島のほとんどとボネール島北西端のごく小さい部分（現在はそれぞれ分離された自治領と特別自治体）、イギリス領モントセラト全部、フランス領グアドループのほとんど、アンティグア・バーブーダのレドンダ島とアンティグア島と隣接する小さい島だった。
また、皆既日食が見えなくても、部分日食が見えた地域はポリネシアの東半分、中央アメリカ全部、アメリカ合衆国の南東半分、カナダ東部、デンマーク領グリーンランド最南端、南アメリカのブラジルの北半分とその北にある国の全部、エクアドル全国、ペルー全国、チリ北端、ボリビアのほとんど（南東部国境地帯を除く）、アイスランド南西部、イベリア半島西部、北アフリカ西部、西アフリカ西部だった。

## 観測
ジェイ・パサチョフ教授率いるアメリカのウィリアムズ大学観測隊はオランダ領アルバ島で皆既日食を観測し、コロナの快速震盪、コロナの温度などを研究し、コロナと他の太陽表面の画像のスペクトルの可視光線と赤外線部分を記録し、またSOHO探査機の校正のため、探査機と同じ緑色のフィルターでコロナを撮影した。アメリカ航空宇宙局ゴダード宇宙飛行センターの天体物理学者フレッド・エスペナックもアルバ島で皆既日食を観測した。アルバ島で日食の始まりの後雲が一旦集まり、一時的に6か月ぶりの雨も降り、後に晴れになり、皆既食の階段の観測は成功した。ほとんどの時間に、島での風速は30ノットを超えた。
ジョンソン宇宙センターの観測隊はオランダ領アンティルのキュラソー島で皆既日食を観測した。日食当日の午前、キュラソー島では4か月ぶりの雨が降り、その後だんだん晴になり、皆既食を段階に入った時完全に晴れだった。コロナは東西方向が南北方向より広く、太陽の南極と北極にはヘルメット・ストリーマがあった。

## 大衆文化
釣崎清隆が監督した、2001年公開されたコロンビアで撮影されたモンド映画『死化粧師オロスコ』には、コロンビアから見た皆既日食の短いシーンがあった。